# Ashur-resh-ishi I
Ashur-resh-ishi I («Asur ha levantado mi cabeza»), fue un monarca asirio (1132-1115 a. C.) de la época del imperio medio, que parece haber sentado las bases para la posterior recuperación de Asiria.
Ashur-resh-ishi I heredó el trono a la muerte de su padre, Mutakkil-Nusku, y pronto llevó a cabo campañas contra los arameos y contras las tribus Mushki, llegando hasta los montes Zagros.
Fundó una nueva ciudad llamada Apku, cerca de la actual Mosul, y se hizo llamar «el Vengador de Asiria».
En todo caso estas victorias no fueron decisivas, pues sus sucesores tuvieron que enfrentarse con los mismos enemigos.
También tuvo que luchar contra los reyes de Babilonia, Ninurta-nadin-Shumi y Nabucodonosor I, a los que logró rechazar.
La Historia sincrónica tiene un largo párrafo, concerniente a los conflictos con Nabucodonosor. Inicialmente mantuvieron relaciones amistosas, pero el rey babilonio atacó más tarde la fortaleza asiria de Zanqi, y cuando Aššur-rēša-iši se acercó con una fuerza de socorro, Nabucodonosor incendió sus máquinas de asedio, para evitar su captura, y se retiró.. En una segunda campaña, puso sitio a la fortaleza de Idi, y la llegada del ejército asirio resultó en una batalla campal, que «trajo su derrota total, sus tropas masacradas y su campamento perdido. Cuarenta de sus carros, con sus arneses fueron capturados, y Karaštu, mariscal de campo de Nabucodonosor, fue capturado».
Un rey posterior, Salmanasar III, le atribuye la reconstrucción de la muralla de la ciudad de Assur. Sus propias inscripciones en la misma ciudad, le identifican como constructor del templo de los dioses Adad, Anu, e Ishtar. También construyó un palacio en Bumariyah, como atestigua una inscripción sobre ladrillo cocido. Sus esfuerzos constructivos más significativos tuvieron lugar en su capital, Nínive, con su palacio Egalšaḫulla (Palacio de la alegría), donde reconstruyó las puertas-tore del templo de Ištar, que habían sido dañadas por terremotos durante los reinos de Salmanasar I y Ashurdan I. Estaban flanqueadas por estatuas monumentales de leones.
Fue sucedido por su hijo Tiglath-Pileser I.